# VZ Рыб
VZ Рыб — двойная звезда из созвездия Рыб. Она находится на расстоянии 178 световых лет от Солнца (оценка получена по данным о годичном параллаксе) и имеет среднюю звёздную величину 10.3.
Это затменная переменная со слабым падением блеска при затмениях: так, звёздная величина в главном минимуме составляет 10.45, во вторичном минимуме — 10.43 во вторичном минимуме. Поскольку это контактная двойная, интервалы постоянства видимого блеска отсутствуют.
Лучевая скорость системы составляет -4.3 км/с, полная гелиоцентрическая скорость равна 144.1 км/с.
С.К. Вольф с коллегами проанализировали спектр звезды в 1965 году и обнаружили очень слабые линии H и K с эмиссионной компонентой. 
Некоторые линии были двойные, что указывало на природу объекта как двойной системы. 
Звезду отнесли к переменным типа W Большой Медведицы по данным фотометрических измерений, выполненных Дж. Мурхедом.
О. Дж. Эгген в 1967 году обнаружил период затменной, равный 6.26 часов, и высокую тангенциальную скорость, не менее 100 км/с.
Наибольший вклад в переменность вносили эффекты эллипсоидальной формы, также был обнаружен слабый эффект О'Коннелла.
Общий спектральный класс системы как целого — K3. Отношение масс компонентов близко к единице.
Из-за того, что поверхности звёзд касаются друг друга, минимумы кривой блеска у звёзд типа W Большой Медведицы имеют примерно одинаковую глубину. Однако для VZ Рыб это не так. Линии излучения H и K указывают на высокую магнитную активность, а значит на наличие пятен. 
Наличие таких тёмных областей может объяснять изменяющуюся кривую блеска системы. 
Изменение орбитального периода наблюдалось на характерном временном интервале в 25 лет, что может быть объяснено циклом магнитной активности меньшей компоненты.
Разница температур между двумя компонентами составляет 900 K, что остаётся необъяснённым, так как прямое соприкосновение должно выравнивать температуры компонентов.
Обе звезды немного вытянуты из-за приливного воздействия друг на друга. Радиус большего компонента в направлении компаньона превышает полярный радиус примерно на треть, меньший компонент вытянут ещё сильнее.